# Les Passions de l’âme
Les Passions de l’âme (deutsch: Die Leidenschaften der Seele) ist ein Aufsatz von René Descartes aus dem Jahre 1649.

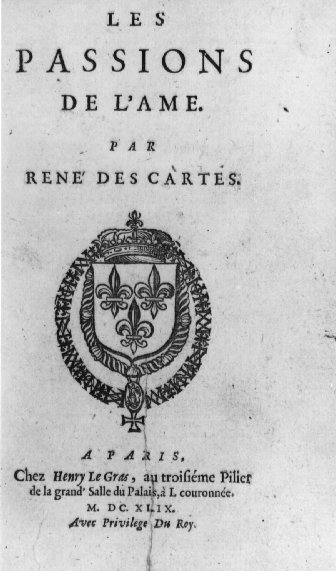
Les Passions de l’âme, Paris 1649

Descartes wollte darin die menschlichen Leidenschaften analysieren und wissenschaftlich erläutern. Im ersten Teil beschreibt Descartes zunächst ausführlich den Körper und dessen Funktion. Dann erläutert er den Begriff der Seele und auch ihre Funktionsweise. Im zweiten Teil widmet sich Descartes den Emotionen. Er betrachtet sie eingehend und geht detailliert auf ihre Funktion, ihre Symptome und ihre einzelnen Eigenschaften ein.

## Erster Teil
Zunächst wird klargestellt, dass man, um dieses Thema adäquat behandeln zu können, Körper und Seele als zwei getrennte und unabhängig voneinander funktionierende Dinge begreifen müsse. Dies sei nur dann möglich, wenn man die rein körperlichen Vorgänge dem Körper zuschreibe und die restlichen Vorgänge der Seele zuteilwerden lasse (Teil I, Artikel 2–3).
Er schreibt in Artikel 4 alle Gedanken der Seele, und alle Arten der Wärme und Bewegung dem Körper zu. Die Funktionsweise des Körpers vergleicht Descartes mit einer Maschine. Er stirbt nicht durch das Verschwinden der Seele, sondern durch das Versagen wichtiger Organe. Die Seele entweicht dem Körper demnach als Folge seines Todes, nicht umgekehrt (Teil I, Artikel 5–6).

### Wie der Körper funktioniert
Descartes betrachtet zunächst den Aufbau und die Funktion des Körpers (Teil I, Artikel 7–16). Dabei geht er detailliert auf den Verlauf der Adern und das darin fließende Blut ein. Deren Beschreibung ist ebenso wie die Beschreibung des Herzens und der Muskelbewegungen im Grunde medizinisch korrekt (Teil I, Artikel 7; 9; 11), der wichtigste Punkt aber ist die Beschreibung des Gehirns und der damit verbundenen Nervenbahnen. Denn die Muskelbewegungen und die Sinneseindrücke hängen von den Nerven ab, „die alle wie feine Fäden oder Röhrchen aus dem Gehirn kommen“ und es mit dem Körper verbinden (Teil I, Artikel 7; 12).
Hier spielt sich nun etwas Besonderes ab: Descartes beschreibt eine Art Gas, das wie „sehr feine Luft oder Aether“ (Teil I, Artikel 7) sich sehr schnell bewegen und durch die Nerven oder die Adern in großen Mengen ins Gehirn strömen kann (Teil I, Artikel 7–10). Dieses Gas nennt er „Lebensgeister“. Wegen ihrer feinen Art aber treten sie bald „durch die Poren der Gehirnsubstanz wieder aus, gelangen von da in die Nerven und Muskeln und setzen damit den Körper auf alle mögliche Art in Bewegung“ (Teil I, Artikel 10). In Artikel 11 beschreibt Descartes genau, wie die Lebensgeister, die aus dem Gehirn durch die Nerven strömen, die im Muskel befindlichen Lebensgeister anregen und dadurch Muskelkontraktionen hervorrufen und steuern, was die Bewegungen verursacht. Des Weiteren können auch unsere Sinneseindrücke den Lauf der Lebensgeister steuern und den Körper reflexartig auf zum Beispiel visuelle Eindrücke reagieren lassen.
Zu den reflexartigen Bewegungen zählt Descartes all jene, die wir den Tieren gleichhaben, wie das Essen, Atmen, Gehen und so weiter. Diese Bewegungen werden nicht von unserem Willen gesteuert, sondern resultieren aus der Öffnung und Schließung bestimmter Poren und der Freilassung der Lebensgeister in die Nerven und Adern, ausgelöst durch bestimmte Sinneseindrücke (Teil I, Artikel 11).

### Wie die Seele funktioniert
Alle Wirkungen, die nicht dem Körper zugeschrieben werden können, gehören demnach zur Seele. Diese hat zwei Zustände: die tätigen Zustände und die leidenden Zustände. Zunächst zu den ersten Zuständen, zu denen das „Wollen“ gehört, was das Wissen voraussetzt (Teil I, Artikel 19), und von dem es zwei Arten gibt. Dazu gehören die Gedanken, die sich nicht äußerlich zeigen, wie das gezielte Denken an einen bestimmten Gegenstand. Die zweite Art des Wollens endet in gezielten Bewegungen des Körpers, zum Beispiel bei der Bewegung der Beine, will man spazieren gehen.
Die Seele könne demnach mit dem Körper interagieren und sei, obwohl Descartes’ Dualismus nach eigenständig, mit dem ganzen Körper untrennbar verbunden. Der Ort, an dem sie aber besonders mit dem Körper interagieren kann, ist das Gehirn. Descartes spricht hier von einer kleinen „Eichel“, die sich in der Mitte des Gehirns befindet und wo die Lebensgeister besonders aktiv sind (Teil I, Artikel 30f). Descartes schreibt dieser Eichel deshalb eine solch besondere Rolle zu, weil sie im Gehirn keinen Gegenpart hat. Damit ist sie der perfekte Sammelpunkt für alle Sinneseindrücke, die der Körper empfängt, und kann mittels der Lebensgeister Reaktionen hervorrufen oder der Seele zuspielen. In der Eichel hat die Seele ihren Hauptsitz und „[…] strahlt nach dem ganzen Körper vermittels der Lebensgeister, der Nerven und selbst des Blutes […].“ (Teil I, Artikel 34). An einem Beispiel zeigt Descartes, wie die Sinneseindrücke die Lebensgeister in der Eichel in Bewegung bringen und die Seele durch ebendiese mit dem Körper interagieren kann:
„Sehen wir z. B. ein Thier auf uns zukommen, so malt das zurückgeworfene Licht seines Körpers zwei Bilder von ihm, eines in jedem unserer Augen, und diese Bilder erzeugen zwei andere mit Hülfe des Sehnerven in der inneren Fläche des Gehirns […]; von dort strahlen diese Bilder durch Vermittlung der […] Lebensgeister in der Weise nach der kleinen Eichel, welche von diesen Geistern umgeben ist […]. So bilden beide Bilder im Gehirn nur eines auf der Eichel, was unmittelbar auf die Seele wirkt und sie die Gestalt des Thieres sehen lässt.“ (1, 35).
Die Seele erkennt das Tier und kann es anhand von Erinnerungen als gefährlich einstufen. Diese Information wird dann wieder von den Lebensgeistern aufgenommen, die zurück in die Eichel strömen. Der Körper kann dann mit einem Flucht- oder Verteidigungsmechanismus reagieren, indem die Lebensgeister bestimmte Poren des Herzens verengen oder erweitern und so den Puls steuern und die Muskeln der Beine durch die Nerven in Bewegung setzen (Teil I, Artikel 35f).
So kann die Seele durch das Stimulieren der Eichel den Körper so bewegen, wie es ihrem „Willen“ entspricht. Ebenso kann sie durch das gezielte Anstoßen der Lebensgeister in der Eichel Erinnerungen im Gehirn wachrufen, auf die sie sich besinnen will (Teil I, Artikel 42).
Erinnerungen spielen auch in einem anderen Sinn eine Rolle. Descartes erklärt in einem späteren Kapitel: „Zwischen Seele und Körper besteht nämlich eine solche Verbindung, dass, wenn eine körperliche Handlung einmal mit einem Gedanken verbunden worden ist, dann das eine von beiden auch das andere später hervorruft. [Aber es] werden nicht immer dieselben Handlungen mit denselben Gedanken verbunden.“ Damit erklärt er, warum Menschen verschieden auf dieselben Reize reagieren. Als Beispiel gibt er an, dass eine Katze, obwohl ein beliebtes Haustier, bei einigen Menschen auf Widerwillen stößt. Dies sei so, weil man als Kind vielleicht eine schlechte Erfahrung mit einer Katze gemacht hat, und obwohl man sich selbst nicht mehr erinnert, hat das Gehirn das Bild der Katze mit einem negativen Gefühl verbunden. Und so spürt die Seele den Widerwillen immer aufs Neue, wenn im Gehirn die Erinnerung an Katzen geweckt wird (Teil II, Artikel 136).

### Über die Leidenschaften
Die leidenden Zustände der Seele sind die Leidenschaften. Obgleich sie durch die Sinneseindrücke und den Lauf der Lebensgeister geweckt werden können (Teil I, Artikel 27), scheint ihre Wirkung nur in der Seele zu liegen. Durch die Leidenschaften tritt deutlich die enge Verbindung zwischen Körper und Seele zutage, da diese von der Bewegung der Lebensgeister bewirkt, unterhalten und verstärkt werden. Descartes definiert die Leidenschaften der Seele in Artikel 28 wie folgt:
„Man kann sie auch Empfindungen nennen, weil die Seele sie ebenso wie die Gegenstände der äußeren Sinne empfängt und nur so kennen lernt; aber noch besser werden sie Erregtheiten genannt, da dieser Name nicht bloß allen Veränderungen in der Seele beigelegt werden kann, d. h. allen aufsteigenden Gedanken, sondern hauptsächlich, weil von allen ihren Gedanken keine sie so stark bewegen und erschüttern als diese Leidenschaften.“ (Teil I, Artikel 28)
Zu den Leidenschaften gehören alle Empfindungen oder Emotionen wie Freude, Zorn und ähnliches. Es ist für Descartes wichtig zu erkennen, dass echte Leidenschaften nicht vorgetäuscht werden können. Gegenstände oder Situationen kann man sich zwar lebhaft ins Gedächtnis rufen und auch im Traum klar erkennen, „[…] aber selbst der Schlafende kann sich im Traum nicht traurig oder sonst bewegt fühlen, wenn seine Seele diese Leidenschaft nicht wirklich hat.“ (Teil I, Artikel 25f)
Wie unverwechselbar die Leidenschaften sind, lässt sich auch an ihrer beharrlichen Intensität bemerken. Es ist nämlich so, dass keine Leidenschaft von uns allein durch unseren Willen geweckt werden kann. Dies liegt daran, dass sie ja durch die Lebensgeister geweckt und erhalten wird, die mit den Sinnen in Verbindung stehen. Wollten wir uns jetzt aber durch bloßen Willen und ohne äußeren Einfluss einer Emotion hingeben oder in bestimmten Situationen erwecken, so müssten wir uns ganz auf eine Erinnerung besinnen, was die Lebensgeister im Gehirn dazu anregt, die Orte aufzusuchen, in denen die Erinnerung liegt, um dann mit der Seele zu interagieren und Leidenschaften zu wecken. Dass aber allein die Lebensgeister und nicht unser Wille für die Erweckung der Leidenschaften zuständig ist, bedeutet im Umkehrschluss auch, dass diese auch nicht vom Willen kontrolliert werden können. So bleiben die Leidenschaften so lange akut, wie wir dem Reiz ausgesetzt sind, der die Lebensgeister aktiviert hat: „Alles, was der Wille während dieser Erregung vermag, ist, den Wirkungen derselben nicht zuzustimmen und die Bewegung des Körpers […] zurückzuhalten.“ (Teil I, Artikel 46)
Auf diese Weise kann man versuchen, dem Reiz zu entkommen oder zumindest seine Reaktion zu kontrollieren. Zum Beispiel kann ein Erzürnter die zum Schlag erhobene Faust bremsen oder der Verängstigte kann die Beine an der Flucht hindern (Teil I, Artikel 45f).
Descartes geht noch auf einen scheinbar weit verbreiteten Irrtum ein, nachdem die Leidenschaft im Herzen (und nicht im Gehirn) entstehen würde. Diese Fehlannahme ließe sich durch den Verlauf der Nerven erklären: Die Veränderung der emotionalen Lage durch die Bewegung der Lebensgeister wird mittels eines kleinen Nerven, der vom Gehirn in das Herz langt, automatisch dorthin weitergeleitet. Daher empfindet man viele Emotionen im Herzen, obwohl sie nicht dort entstehen (Teil I, Artikel 33).

## Zweiter Teil
Im zweiten Abschnitt der „Leidenschaften der Seele“ widmet sich Descartes den Leidenschaften im Einzelnen und betrachtet insbesondere die sechs ursprünglichen Leidenschaften und deren Nutzen:
Die letzten Ursachen der Leidenschaften in der Seele seien zwar die Lebensgeister, aber um eine genaue Erkenntnis um die Leidenschaften zu erhalten, müsse man sie genauer beobachten. Denn auch wenn die meisten Leidenschaften durch die Sinneseindrücke erweckt werden, gibt es noch andere Auslöser. Dazu gehören die Tätigkeiten der Seele, der Zustand des Körpers oder zufällig entstehende Eindrücke im Gehirn. Allerdings gibt es weniger Leidenschaften als äußere Eindrücke und nicht auf jeden Eindruck reagieren wir in jeder Situation mit einer Leidenschaft, dies geschieht nur, wenn jener wichtig für uns ist (Teil II, Artikel 51f).
Es sollen hier nun die wichtigsten Leidenschaften genannt werden und ihr Sinn, ihre „Symptome“ und körperlichen Ursachen sowie ihre Wirkungen auf den Körper untersucht werden.

### Die sechs ursprünglichen Leidenschaften
Zu den sechs ursprünglichen Leidenschaften gehören: Verwunderung, Liebe, Hass, Trauer, Freude und Begierde.

#### Die Verwunderung
Zwei Eigenschaften machen die Verwunderung zu einer besonderen Leidenschaft; erstens ist sie wohl die erste, denn wenn wir einem Gegenstand zum ersten Mal begegnen und uns seine Existenz möglicherweise überrascht, so kommt noch vor jeder anderen wertenden Leidenschaft die Verwunderung in uns auf. Zum zweiten gibt es keine Leidenschaft, die der Verwunderung entgegengesetzt ist. Etwas, was uns nicht überrascht, bewegt uns auch nicht gegenteilig. Zu den Unterkategorien der Verwunderung gehören Achtung und Verachtung, die entstehen, wenn wir uns über die Größe oder Kleinheit des Gegenstandes wundern.
Definition und Ursache: „Das Verwundern ist eine plötzliche Überraschung der Seele [und] entsteht also zuerst durch den Eindruck im Gehirn, den Gegenstand als selten und deshalb der sorgsamen Betrachtung werth darstellt; dann durch die Bewegung der Lebensgeister […].“ (Teil II, Artikel 70)
Im Gegensatz zu den anderen Leidenschaften lässt sich bei der Verwunderung keine Veränderung im Blut feststellen. Dies liegt daran, dass sie nicht wertend ist und sich rein intellektuell mit einem neuen Gegenstand beschäftigt, was nur im Gehirn und nicht im Herzen oder im Blut stattfindet.
Der Nutzen der Verwunderung: Je nachdem, wie neu ein Gegenstand für uns ist und wie stark unsere Verwunderung im ersten Augenblick ist, kann uns diese Leidenschaft sehr nützlich sein. Sie eignet sich nämlich außerordentlich, um die Neugierde in dem Menschen zu wecken. Dies treibt dann dazu an, das Neue verstehen zu wollen, und ermutigt zum Lernen. Es ist allerdings wichtig, ein gesundes Maß an Verwunderung zu entwickeln. Wer sich selten oder gar nicht wundert, wird auch wenige Ambitionen haben, etwas Neues zu lernen. Andererseits wird jemand, der sich bei jeder Kleinigkeit wundert, seinen Verstand kaum auf die wichtigen Dinge lenken können und sich mit unbedeutenden Dingen aufhalten (Teil II, Artikel 72–78).

#### Die Liebe
Nachdem wir einen Gegenstand „kennengelernt“ haben und entscheiden, dass er gut für uns ist, so fassen wir Lieben zu ihm (Teil II, Artikel 56). Sobald wir einen Gegenstand lieben, werden die Lebensgeister dazu angeregt, ihren Willen auf die geliebten Gegenstände zu richten. Es ist zwischen zwei Arten der Liebe zu unterscheiden: die wohlwollende Liebe, die das Wohl des geliebten Gegenstandes erstrebt, und die begehrliche Liebe, die einen nach dem geliebten Gegenstand streben lässt. Das unterscheidet aber nicht das Wesen der Liebe, denn wenn man liebt, egal ob wohlwollend oder begehrend, hat man das gleiche Entgegenkommen für den Gegenstand. Und somit verlangt man danach, oder versucht, dem Gegenstand möglichst nahe zu sein. Dies, so Descartes, sei die gewöhnlichste Wirkung der Liebe (Teil II, Artikel 81). Die Unterkategorien der Liebe sind Zuneigung, Freundschaft und Hingebung. Je nachdem, ob man eine Person oder einen Gegenstand mehr oder weniger achtet als sich selbst, empfindet man Hingabe oder Zuneigung. Achtet man die Person gleichermaßen, empfindet man Freundschaft. Zu den physischen Symptomen gehört ein gleichmäßiger, aber ungleich stärkerer und heftigerer Puls, der von einem angenehmen Wärmegefühl in der Brust begleitet wird. Insgesamt ist die Liebe durch ihre Auswirkungen auf den Körper gesundheitsfördernd (Teil II, Artikel 97).
Der Nutzen der Liebe: Da das Erstreben eines Guts immer von Hoffnung und Freude begleitet ist (Teil II, Artikel 87), hat die Liebe zweierlei Nutzen: Zum einen lässt sie uns gute Dinge erkennen und danach streben und zum anderen erschaffen ihre Begleiterscheinungen  ein gutes Gefühl im Körper und fördern die Gesundheit des Körpers.

#### Der Hass
Der Hass ist das Gegenteil der Liebe. Aber er hat nicht so viele Unterkategorien wie die Liebe, da man die Übel an sich auch nicht sehr unterscheidet. Das Hauptaugenmerk liegt dann darauf, sich von den Übeln zu trennen. Nachdem man einen neuen Gegenstand eingeschätzt hat und ihn nicht liebt, sondern er sich uns als schlecht und schädlich zeigt, empfinden wir ihm gegenüber Hass. Als physische Symptome tritt ein schwacher, aber schneller Puls auf. In der Brustgegend wechseln sich die Gefühle von Kälte und Hitze ab. Das austreten schlechter Dünste kann auch dazugehören (Teil II, Artikel 98).
Der Nutzen des Hasses: Löst ein Gegenstand das Gefühl des Hasses in uns aus, werden wir durch den Lauf der Lebensgeister dazu angetrieben, diesen zu meiden. So bleiben wir einem Übel fern und trennen uns von schädlichen Dingen (Teil II, Artikel 79).

#### Die Traurigkeit
Die Traurigkeit  entsteht, wenn die Seele einen Mangel erfährt oder ihr Übel widerfährt.
Definition und Ursache: Die Traurigkeit entsteht dadurch, dass die Seele den durch die Lebensgeister übertragenen sinnlichen Eindruck erhält, ihr würde ein Übel geschehen. Wie auch bei der scheinbar unbegründeten Freude, gibt es eine scheinbar unbegründete Traurigkeit. Diese wird durch rein körperliche Eindrücke ausgelöst, die im Gehirn entstehen und zu denen die Seele keinen Bezug hat. Besonders, wenn der Körper krank ist und man sich dessen nicht bewusst ist, entsteht das Gefühl der Traurigkeit (Teil II, Artikel 93f). Physische Symptome der Traurigkeit sind ein schwacher und langsamer Puls; in der Brustgegend empfindet man ein beengendes Gefühl (Teil II, Artikel 100).

#### Die Freude
Bei der Freude empfängt die Seele eine positive Gemütsbewegung. Diese kann auch durch gutes Wetter ausgelöst werden oder wenn man sich nach einem guten Schlaf sehr erholt fühlt.
Definition und Ursache: Die Ursache der Freude ist sehr simpel. Glaubt die Seele, ein Gut zu besitzen, empfindet sie Freude. Ausgelöst wird dies dadurch, dass das Gehirn ihr ein Gut als ihr Eigen darstellt. Durch den sinnlichen Eindruck, den der Körper von dem Gut bekommt, werden die Lebensgeister aktiviert, die in der Seele die Freude erwecken (Teil II, Artikel 91).
Manchmal kann man aber keine sinnliche Quelle der Freude ausmachen. In dem Fall sei davon auszugehen, dass im Gehirn, also im Körper, der Eindruck eines Guts entsteht, ohne, dass die Seele damit zu tun hat. Frei nach dem Motto „In einem gesunden Körper lebt ein gesunder Geist“ werden die Lebensgeister durch den guten physischen Zustand angeregt, ein freudiges Gefühl zu erzeugen (Teil II, Artikel 93f). Physische Symptome der Freude sind ein gleichmäßiger, aber leicht schneller schlagender Puls und eine angenehme Wärme in der Brust, die durch das rasch zirkulierende Blut verursacht wird (Teil II, Artikel 99).

#### Die Begierde
Nun ist es so, dass sich durch die oben genannten Leidenschaften eine positive oder negative Haltung einem Gegenstand oder einer Person gegenüber entwickelt. Im Blick auf die Zukunft folgt darauf automatisch die Begierde. Dazu gehört zum einen, dass man sich etwas Gutes, was bald eintritt, wünscht, und etwas Schlechtes, was bald eintritt, meiden will. Zum anderen kann man sich aber auch wünschen, dass etwas Gutes bleibt oder hoffentlich bald kommt oder dass etwas Schlechtes bald vorüber geht oder hoffentlich nie eintritt (Teil II, Artikel 57). Das Verlangen nach etwas Gutem ist aber nicht immer gleich stark ausgeprägt. So kann man einige Dinge nur kurz genießen wollen, andere aber begehrt man mehr und man will sie ganz erfahren oder besitzen:

„So reizt die Schönheit einer Blume nur, sie zu betrachten, die der Früchte aber, sie zu essen. Das bedeutendste Begehren ist aber das, was aus der Vollkommenheit entspringt, die man in einer Person voraussetzt, von welcher man meint, dass sie unser zweites Selbst werden könne.“

 (Teil II, Artikel 90)
Damit ist natürlich das gemeint, was man im Volksmund Liebe nennt. Diese Art der Liebe darf aber nicht mit der gleichnamigen Leidenschaft verwechselt werden.

### Der besondere Nutzen der Leidenschaften
Aber wozu haben wir diese Leidenschaften und welchen Nutzen haben sie für den Menschen? Es sei nun so, dass die Leidenschaften „[…] alle nur für den Körper eingerichtet [sind], und sie haben für die Seele nur durch ihre Verbindung mit dem Körper Bedeutung.“ (Teil II, Artikel 137). Ihr Zweck also sei es, die Seele zu solchen Taten zu veranlassen oder zu unterstützen, „[…] die zur Erhaltung oder Vervollkommnung des Körpers dienen.“ (Teil II, Artikel 137).
Denn wie schon erwähnt, empfindet die Seele zu neuen Gegenständen Freude oder Trauer, die dann in Liebe oder Hass umschlagen können. Daraus entsteht dann das Bedürfnis, den Gegenstand zu halten oder zu meiden. Allerdings, so Descartes, seien die Trauer und der Hass wichtiger als die Freude und die Liebe. Dies sei so, weil die Ersteren uns vom Übel fernhielten, während die Letzteren uns nur helfen, die Vollkommenheit zu mehren, was zwar schön, aber nicht unbedingt notwendig sei (Teil II, Artikel 137). Wenn es darum geht, Dinge zu begehren oder zu meiden, dürfe man sich aber nicht nur auf die Gefühle verlassen, denn einige Dinge können zunächst gut scheinen, obwohl sie (langfristig) schädlich sind (z. B. Drogen); während andere einem schlecht scheinen, obwohl sie (langfristig) gut für uns sind (z. B. bittere Medizin). Daher ist der Gebrauch des Verstandes unabdingbar, wenn man nicht instinktiv weiß, ob man sich auf sein Gefühl verlassen kann (Teil II, Artikel 138).

### Der besondere Nutzen der Liebe und des Hasses
Sofern es aber so ist, dass man die Dinge richtig eingeschätzt hat und das vermeintlich Gute wirklich ein Gut ist, so kann die Liebe auch direkt aus dem Wissen um diese Tatsache heraus entstehen, und man braucht nicht erst Freude zu empfinden. Diese Liebe kann laut Descartes nicht groß genug sein, da sie uns zu den wahrhaften Gütern und zur Vollkommenheit führt:
„[Die Liebe] kann nicht zu groß werden; denn selbst das äusserste Maass lässt uns nur so innig mit dem Guten vereinen, dass die Liebe zu uns selbst dann zwischen beiden nicht mehr unterscheidet, und dies kann niemals Unrecht sein.“ (Teil II, Artikel 139) Demgegenüber ist der Hass selbst im geringen Grade schädlich. Auch wenn er nötig ist, um sich vom Übel zu entfernen, wäre es besser, sich von der Liebe zu dem entgegengesetzten Gut treiben zu lassen. Außerdem gibt es kein Übel, dem nicht auch ein Gut enthalten ist. Mit der Entfernung des Übels wird dann auch der gute Teil entfernt, weshalb die Traurigkeit immer mit dem Hass einhergeht. Daher ist Hass immer schädlich und sollte vermieden werden; erst recht, wenn er auf einer falschen Annahme beruht. Bei Liebe und Freude kann man das nicht so streng sehen. Denn selbst wenn sie auf einer falschen Annahme beruhen, sind sie doch dienlich für den Körper. Und da eine falsche Freude mehr wert ist als eine begründete Traurigkeit, soll man sich, wenn man in einer nicht eindeutigen Situation die Wahl hat, der Freude zuwenden. Bei der Liebe und dem Hass ist es anders, denn echter Hass entfernt uns immer von dem Übel. Daher ist er der falschen Liebe vorzuziehen, die uns möglicherweise nur an das Übel binden würde (Teil II, Artikel 144).

### Die besonderen Eigenschaften der Begierde
Es hat sich also gezeigt, dass aus der Liebe und dem Hass die Begierde entsteht, jenes zu erlangen und dieses zu meiden. Und dies ist notwendig für den Körper und kann nicht schlecht sein, wenn die Begierde von einer wahren Erkenntnis ausgeht. Dennoch gibt es zwei Dinge, auf die man achten sollte: Jede Art des Übermaßes sollte gemieden werden, ob bei der Liebe, dem Hass oder bei der Begierde (Teil II, Artikel 141). Des Weiteren sollte darauf geachtet werden, nichts zu begehren, von dem man falsche Vorstellungen hat, da die darauf folgenden Handlungen schädlich sein können (Teil II, Artikel 143). Dennoch wird dieser Fehler oft gemacht: „Der gewöhnlichste Irrthum, der hierbei begangen wird, ist, dass man die Dinge, welche von uns abhängen, nicht genug von denen sondert, wo dies nicht der Fall ist.“ (Teil II, Artikel 144) Gemeint sind damit die Dinge, die von unserem freien Willen abhängen. Dazu gehört zum Beispiel der Erwerb von Wissen, das Erlernen einer Fertigkeit oder körperliche Ertüchtigung, um gesund zu bleiben. Da die Begierde nach diesen Dingen ihren Ursprung in dem Wissen hat, dass die Dinge gut für uns sind, können wir uns in ihrem Urteil über sie nicht täuschen. Des Weiteren können wir unser Ziel immer erreichen, da es nur von uns abhängt, und erlangen dadurch oft Zufriedenheit. Descartes zählt es zu den Tugenden, wenn man das von sich abhängige Gute tut (Teil II, Artikel 144).
Dinge, deren Erfüllung aber nicht von uns abhängen, sollten aller Verlockung zum Trotz nicht begehrt werden. Die entsprängen nämlich nur einem Irrtum unseres Verstandes und nähmen unsere Gedanken ein, um unser Streben nach den wichtigen Dingen abzulenken. Etwas zu begehren, was nicht von uns abhängt, bedeute, sich auf das Glück zu verlassen. Aber in Wirklichkeit entsteht die Hoffnung auf einen Glücksfall aus dem Ungewissen. Das was wir Glück nennen, gibt es nämlich so nicht, denn Ereignisse treten immer dann ein, wenn die nötigen Ursachen gegeben sind. Fehlt nun eine Ursache und man bekommt das Begehrte nicht, denkt man, man habe kein Glück gehabt. In Wirklichkeit aber hätte die Wirkung aufgrund der unzureichenden Ursachen nie eintreten können, und es zeigt sich deutlich, dass man in dem Fall seine Energie darauf verschwendet hat, etwas zu begehren, was von vornherein unmöglich zu bekommen war (Teil II, Artikel 145).
Aber so wie sich Descartes gegen das (Hoffen auf das) Glück ausspricht, vertritt er das Vertrauen auf die Göttliche Vorsehung. Demnach ist alles notwendig und vorausbestimmt. Dies sollte man akzeptieren und sein Begehren von den Dingen abwenden, die demnach nicht von uns ausgehen. Dies ließe sich üben, indem man zwischen Zufall und Vorherbestimmung unterscheidet. So kann es nämlich kommen, dass man bei einer Sache seinem Verstand folgt und dennoch Schaden erleidet (z. B. wird man auf einem sicheren Pfad beraubt, auf dem unsicheren aber verschont). Das erfahrene Übel hätten wir aber nicht voraussehen können, da wir nach unserem besten Wissen gehandelt haben. So kann es nur Vorherbestimmung gewesen sein, die uns zu dem Übel geführt hat, und wir können uns daher nicht beschweren. Diese Vorherbestimmung auch bei schlechtem Ausgang zu akzeptieren, hilft dabei, das von uns unabhängige nicht mehr kontrollieren zu wollen und uns auf die Wünsche zu konzentrieren, deren Erfüllung nur von uns abhängt (Teil II, Artikel 146).

### Die innere Erregung der Seele
Descartes stellt den Leidenschaften eine andere Erregung gegenüber, die er die „innere Erregung der Seele“ nennt. Diese kommt, wie der Name sagt, aus dem Inneren und ist nicht von dem Lauf der Lebensgeister abhängig. Diese innere Erregung ist so stark, dass sie auch trotz heftiger und negativer Leidenschaften gespürt werden kann (Teil II, Artikel 148). Je stärker diese innere Freude ausgeprägt ist, desto weniger können uns negative Leidenschaften in Mitleidenschaft ziehen. Im Gegenteil, sie ist sogar so vollkommen, dass sie nicht verletzt werden kann. Dadurch wird die Freude, die man durch die innere Erregung sowieso spüren kann, noch stärker. Den Tugenden zu folgen, das heißt, immer nach bestem Gewissen gehandelt zu haben, lässt die innere Freude so stark werden, dass „selbst die stärksten Ausbrüche der Leidenschaften niemals die Ruhe seiner Seele zu stören vermögen.“ (Teil II, Artikel 148)

## Ausgaben und Übersetzungen
- Les passions de l’âme – Die Leidenschaften der Seele, 1868, ISBN 3-7873-0544-0.
- Die Leidenschaften der Seele. Hrsg. u. übers. von Klaus Hammacher, Hamburg: Felix Meiner Verlag 1984. (Philosophische Bibliothek Bd 345)
- Les passions de l’âme. Hrsg. u. vollst. neu übers. von Christian Wohlers. Stuttgart: Meiner 2014. (Philosophische Bibliothek. 663.) ISBN 978-3-7873-2685-3